# Kalbiden
De Kalbiden (Arabisch:إمارة بني كلب) vormden een sjiitische dynastie van emirs die van 948 tot 1053 het emiraat Sicilië regeerden.

## Geschiedenis
In 827, nadat de Byzantijnse admiraal Euphemius van Messina op Sicilië in opstand was gekomen tegen de Byzantijnse keizer, landde een Aghlabidische invasieleger vanuit Tunesië onder leiding van Asad ibn al-Furat nabij Mazara del Vallo op de zuidkust van Sicilië om het eiland te veroveren. De oorlog die hierop volgde zou meer dan een eeuw duren en het laatste Byzantijnse bolkwerk, Rometta, viel pas in 965. In naam waren de Aghlabiden en later de Fatamiden de heersers van Sicilië.
De Arabieren op Sicilië gingen echter hoofdzakelijk hun eigen gang. De Fatimidische kalief Abu Tahir Isma'il al-Mansur stuurde in 948 Hassan al-Kalbi (948-954) als emir naar Sicilië om een opstand neer te slaan. Met de komst van al-Kalbi ontstond de dynastie van de Kalbiden die tot 1053 over het Emiraat Sicilië zou heersen. 
Onder de Kalbiden werd het vasteland van Zuid-Italië talloze keren aangevallen en in 982 werd het Duitse leger van keizer Otto II verslagen in de slag bij Crotone in Calabrië, waarbij emir Abu al-Qasim echter om het leven kwam. Onder emir Yusuf al-Kalbi (990-998) begon het langzame verval van het emiraat. Onder emir al-Akhal (1017-1037) zette het verval voort, doordat facties binnen de dynastie zich aansloten bij de Byzantijnen en de Ziriden uit Ifriqiya. Het eiland werd uiteindelijk verdeeld in verscheidene leengoederen onder Hasan as-Samsam (1040-1053). In 1053, stierven de Kalbiden uit. In 1061 vielen de Normandiërs Sicilië binnen en dertig jaar later was het gehele eiland veroverd door de christenen. 

## Kalbidische heersers
- Hassan al-Kalbi (948-954)
- Ahmad ibn Ḥasan (954-969)
- Abu al-Qasim (969-982)
- Jabir al-Kalbi (982-983)
- Jafar al-Kalbi (983-985)
- Abd-Allah al-Kalbi (985-990)
- Yusuf al-Kalbi (990-998)
- Ja'far al-Kalbi (998-1019)
- al-Akhal (1019-1037)
  - Abdallah (1037-1040), (uit de dynastie van de Ziriden)
- Hasan as-Samsam (1040-1053)